# Terrence Rencher
Terrence Lamont Rencher (Bronx, Nueva York, 19 de febrero de 1973) es un exjugador y entrandor de baloncesto estadounidense que jugó una temporada en la NBA, además de hacerlo en la CBA y en diversas ligas europeas. Con 1,91 metros de estatura, jugaba en la posición de base.

## Trayectoria deportiva

### Universidad
Jugó durante cuatro temporadas en los Longhorns de la Universidad de Texas en Austin, en las que promedió 18,6 puntos, 5,0 rebotes y 3,5 asistencias por partido. En su primera temporada fue elegido novato del año e incluido en el mejor quinteto de la desaparecida Southwest Conference, algo que repetiría en su última temporada. Es el máximo anotador de la historia de la universidad y de la conferencia, con 2.306 puntos.

### Profesional
Fue elegido en la trigésimo segunda posición del Draft de la NBA de 1995 por Washington Bullets, quienes traspasaron sus derechos junto con los de Rex Chapman a Miami Heat a cambio de Ed Stokes y Jeff Webster. Allí jugó 34 partidos, en los que promedió 3,0 puntos y 1,6 asistencias, hasta que en el mes de febrero fue traspasado a Phoenix Suns a cambio de Tony Smith. Únicamente disputó dos partidos con el equipo de Arizona, promediando 1,5 puntos y 1,0 rebotes.
Tras jugar en ligas menores de su país, en 1999 fichó por el Canturina Cantù de la liga italiana, donde jugó una temporada en la que promedió 17,0 puntos y 4,6 rebotes por partido. Posteriormente jugó en el KK Split de la liga croata y por el Telekom Baskets Bonn y el Köln 99ers de la liga alemana, volviendo a Italia en 2004 para jugar en el Viola Reggio Calabria, con los que disputó 13 partidos en los que promedió 11,5 puntos y 3,6 rebotes.
Al año siguiente fichó por el Conad Rimini de la Legadue, disputando una temporada en la que promedió 14,4 puntos y 2,9 rebotes por partido. Acabó su carrera como jugador jugando una temporada en el Bnei HaSharon de la liga de Israel y otra en el AE Apollon Patras de la liga griega.

### Entrenador
Comenzó su carrera como entrenador asistente en la Universidad de Saint Louis en 2008, pasando posteriormente dos años en la Universidad Estatal de Texas. 
En 2012 hizo lo propio en la Universidad Sam Houston State, regresando en 2013 a Texas State.
En 2014 se convierte en entrenador asistente en la Universidad Creighton.

## Estadísticas de su carrera en la NBA

### Temporada regular
| Temporada | Edad | Equipo       | Liga | Pos. | P  | TIT | MIN  | TC  | TCA | %TC   | 3P  | 3PA | %3P  | 2P  | 2PA | %2P   | TL  | TLA | %TL  | R.OF. | R.DEF. | REB | ASIS | ROB | TAP | PER | FP  | PTS |
| 1995-96   | 22   | Miami Heat   | NBA  | PG   | 34 | 1   | 11.7 | 0.9 | 2.9 | .323  | 0.3 | 0.9 | .310 | 0.7 | 2.1 | .329  | 0.9 | 1.3 | .698 | 0.3   | 1.0    | 1.2 | 1.6  | 0.5 | 0.0 | 1.2 | 1.1 | 3.0 |
| 1995-96   | 22   | Phoenix Suns | NBA  | PG   | 2  | 0   | 4.0  | 0.5 | 0.5 | 1.000 | 0.0 | 0.0 |      | 0.5 | 0.5 | 1.000 | 0.5 | 1.5 | .333 | 0.0   | 1.0    | 1.0 | 0.0  | 0.0 | 0.5 | 1.0 | 0.5 | 1.5 |
| Total     |      |              | NBA  |      | 36 | 1   | 11.3 | 0.9 | 2.8 | .330  | 0.3 | 0.8 | .310 | 0.7 | 2.0 | .338  | 0.9 | 1.3 | .674 | 0.3   | 1.0    | 1.2 | 1.5  | 0.4 | 0.1 | 1.2 | 1.0 | 2.9 |